# 西里静彦
西里 静彦（にしさと しずひこ、1935年6月9日 - ）は、カナダの行動計量学者（計量心理学）。学位は、Ph.D.（ノースカロライナ大学・1966年）。トロント大学名誉教授、アメリカ統計学会フェロー、日本行動計量学会名誉会員。北海道札幌市と十勝郡浦幌町出身（札幌市生まれ）。
マギル大学心理学部研究員、マギル大学精神医学部統計コンサルタント、トロント大学オンタリオ教育大学院測定評価学部部長、トロント大学オンタリオ教育大学院教授、国際計量心理学会会長などを歴任した。

## 概要
日本で生まれ、カナダで活躍した行動計量学者である。国際計量心理学会の会長を務めるなど要職を歴任し、計量心理学と非線型多次元データ解析の発展に尽くした。計量心理学においては、特に双対尺度法 の業績が世界的に知られている。

## 来歴

### 生い立ち
1935年、北海道札幌市にて生まれた。小学校、中学校時代は十勝郡浦幌村で過ごす。池田高校休学中の1952年3月4日、十勝沖地震で家が倒壊、札幌に出る。札幌光星高校、札幌南高を修了。1955年、北海道大学に入学し、文学部で心理学を学んだ。1959年に同大文学部の総代、同大大学院に進学。大学院には1961年まで在籍し、実験心理学を専攻した。同年、修士課程を修了し、修士の学位を取得。同年、フルブライト留学生としてアメリカ合衆国に渡る。アメリカ合衆国では、1961年から1965年にかけてノースカロライナ大学に在籍し、計量心理学のメッカ計量心理学研究所で、計量心理学を専攻するとともに、副専攻として数学を学んだ。1966年、ノースカロライナ大学よりPh.D.の学位を取得した。１９６６年カナダモントリオールのマッギル大学に研究員として就職、翌年トロント大学に助教授として就職、南アフリカ出身のロレーンフォードと結婚、共にカナダに帰化。2000年、トロント大学名誉教授として退職。その後、現在までトロントで研究生活を続けている。

### 研究者として
大学院修了後、日本での就職がかなわずカナダに渡り、マギル大学の心理学部にて研究員となった。同時に、マギル大学の精神医学部にて統計コンサルタントとなり、1966年から1967年まで同職を務めた。その後、トロント大学に転じ、オンタリオ教育大学院にて助教授、1969年に准教授に昇任,1975年に教授に昇任した。その間、トロント大学のオンタリオ教育大学院にて測定評価学部の部長に就任することになり、1972年から1976年まで務めた。また、1973年にはカナダに帰化している。2000年、トロント大学のオンタリオ教育大学院の教授を退任した。同年、トロント大学より名誉教授の称号を授与された。そのほか、ドイツ、スペイン、日本の同志社大学、関西学院大学、統計数理研究所で客員教授も務めている。

## 研究
専門は計量心理学、行動計量学。非線型多変量解析や双対尺度法などにおける業績が評価され、1996年にアメリカ統計学会からフェローの称号が贈られた。2000年ノースカロライナ大学心理学同窓会からDistinguished Alumnus賞を授与された。2009年には、日本行動計量学会の名誉会員の称号が贈られた。また、日本行動計量学会より2001年に林知己夫賞（功績賞）が、2012年に杉山明子賞（出版賞）、日本分類学会より2017年にフェローの称号、2019年に貢献賞が授与されている。
1992年4月から1995年6月まで、有名な英語の学術研究誌『Psychometrika』の編集長を務めた。また、1995年から1996年にかけては、国際計量心理学会の会長を務めるなど、学術団体の要職も歴任し、計量心理学の発展に尽力した。

## 人物
1955年北海道大学に入学の年、「北大エスペラント研究会」を創立、初代の会長を務める。同時に北大チルコロマンドリニスティコ「アウロラ」に浅野孝（札幌南校の同級生、現在カリフォルニア大学名誉教授）と入部、ギターを弾く。アメリカ合衆国留学中、同じくフルブライト留学生としてノースカロライナ大学に在籍していた浜治世（堀内治世、のちの心理学者）と映画を観に出かけたが、そのとき『Inherit the Wind』を観て衝撃を受けたという。それは創造主義（ダーウインの進化論を信じない）者がアメリカには多数いることを示した映画だったからである。1973年、トロント市に布施豊正（のちヨーク大学名誉教授）と北海道人会を結成、初代の会長を務めた。1990年から数年サーロウ節子（2017年ノーベル平和賞共同受賞者）設立のメトロトロント法人ジャパニーズファミリサーヴィスで初代の会長を務め、会長の時の仕事に対し、1994年オンタリオ州ボランティアー賞を受けている。1967年、南アフリカ出身のロレーンフォードと結婚、息子イラ、孫リンカンがいる。

## 略歴
- 1935年 - 北海道札幌市にて誕生。
- 1959年 - 北海道大学文学部卒業。
- 1961年 - 北海道大学大学院修士課程修了。
- 1961年 - 1965年 - ノースカロライナ大学留学。Ph.D.(博士号取得）
- 1966年 - マギル大学心理学部研究員および精神医学部統計コンサルタント。
- 1967年 - トロント大学オンタリオ教育大学院助教授。
- 1969年 - トロント大学オンタリオ教育大学院准教授。
- 1972年 - 1976年 - トロント大学オンタリオ教育大学院測定評価学部部長。
- 1975年 - トロント大学オンタリオ教育大学院教授。
- 1992年 - 1995年 - 『Psychometrika』編集長。
- 1995年 - 国際計量心理学会会長。
- 1996年 - アメリカ統計学会フェロー。
- 2000年 - トロント大学名誉教授。
- 2009年 - 日本行動計量学会名誉会員。
- 2016年 - ノースカロライナ大学のCarolina Living Legendに登録される。
- 2017年 - 日本分類学会フェロー。
- 2019年 - 日本分類学会貢献賞(Distinguished Career Award)。
- 以上のほか、カールスルーエ大学（ドイツ）、ムルシア大学（スペイン）、関西学院大学（6回）、同志社大学（2回）、統計数理研究所（日本）で客員教授を務める。

## 賞歴
- 1994年 - カナダオンタリオ州政府から Volunteer of the Year賞
- 2000年 - ノースカロライナ大学心理学同窓会からDistinguished Alumnus賞
- 2001年 - 林知己夫賞　(行動計量学会功績賞）。
- 2012年 - 杉山明子賞　(行動計量学会出版賞）。
- 2019年 - 日本分類学会貢献賞（Distinguished Career Award)．．．

## 著作

### 単著
- 西里静彦著『応用心理尺度構成法――質的データの分析と解釈』誠信書房、1975年。
- Shizuhiko Nishisato, Analysis of categorical data -- dual scaling and its applications, University of Toronto Press, 1980. ISBN 0802054897
- 西里静彦著『質的データの数量化――双対尺度法とその応用』朝倉書店、1982年。ISBN 4254125194
- Shizuhiko Nishisato, Elements of dual scaling -- an introduction to practical data analysis, L. Erlbaum Associates, 1994. ISBN 0805812091
- Shizuhiko Nishisato, Multidimensional nonlinear descriptive analysis, Chapman & Hall/CRC, 2007. ISBN 1584886129
- 西里静彦著『データ解析への洞察――数量化の存在理由』関西学院大学出版会、2007年。ISBN 9784862830142
- 西里静彦著『行動科学のためのデータ解析――情報把握に適した方法の利用』培風館、2010年。ISBN 9784563052188
- 西里静彦訳。Lincoln Dugas-Nishisato著『Finding Greatness(人の偉大さを求めて)』北海道出版企画センター、2019年。ISBN 978-4-8328-1911-5
- Shizuhiko Nishisato. "Optimal quantification and symmetry", Springer 2022
- Shizuhiko Nishisato. "Measurement, Mathematics and New Quantification Theory", Springer2023

### 共著
- Shizuhiko Nishisato and Ira Nishisato, An introduction to dual scaling, Microstats,1984. ISBN 0-9691785-0-6
- Shizuhiko Nishisato and Ira Nishisato, DUAL3 users' guide, Microstats, 1986. OCLC 24286800
- Shizuhiko Nishisato and Ira Nishisato, Dual scaling in a nutshell, Microstats,1994. NCID BB15220191,OCLC 223783328.
- Shizuhiko Nishisato, Yasumasa Baba, Hamparsum Bozdogan and Koji Kanefuji, Measurement and multivariate analysis, Springer-Verlag, 2002. ISBN 4431703381
- Shizuhiko Nishisato, Eric J. Beh, Rosaria Lombardo & Jose G. Clavel, "Modern quantification theory: Joint graphical display, biplots and alternatives", Springer 2021
- 岩本隆茂、中原純一、西里静彦。（1986）。脳の機能と行動（Penfield, W., & Rasmussen,

　　　　T. Cerebral cortex of man.の翻訳）。東京：福村出版.

### 研究論文、寄稿、執筆等
2023年現在、およそ200の論文（英語、日本語、フランス語）